# Willie Carson
William Fisher Hunter Carson, dit Willie Carson, né le 16 novembre 1942 à Stirling en Écosse, est un ancien jockey spécialisé dans les courses de plat, membre du Hall of Fame des courses britanniques. 

## Carrière
Willie Carson fait son apprentissage chez Gerald Armstrong, entraîneur dans le Yorkshire du Nord et remporte sa première course sur l'hippodrome de Catterick en juillet 1962. Dix ans plus tard, il remporte le premier de ses cinq titres de champion jockey (1972, 1973, 1978, 1980 et 1983). Avec ses 3 828 victoires, il est le quatrième jockey de l'histoire des courses anglaises par le nombre de succès.
Il fut longtemps associé aux chevaux de l'entraîneur Dick Hern, et fut le premier jockey de Hamdan Al Maktoum, montant les grands champions de l'écurie tels Nashwan, Dayjur ou Salsabil. Willie Carson se lança également dans l'élevage à partir de 1980, ce qui fait de lui le seul jockey à avoir remporté un classique en selle sur un cheval qu'il a lui-même élevé, en l'occurrence Minster Son, lauréat du St. Leger en 1988. Fait officier de l'Ordre de l'Empire britannique en 1983, fait docteur honoraire de l'université de Chester et introduit au Hall of Fame des courses britanniques en 2022, il a aussi été chroniqueur pour la BBC après sa retraite qu'il a prise en 1996, après 3828 victoires en Angleterre.

## Palmarès
Royaume-Uni
- Derby – 4 – Troy (1979), Henbit (1980), Nashwan (1989), Erhaab (1994)
- Oaks – 4 – Dunfermline (1977), Bireme (1980), Sun Princess (1983), Salsabil (1990)
- 2 000 Guineas – 4 – High Top (1972), Known Fact (1980), Don't Forget Me (1987), Nashwan (1989)
- 1 000 Guineas – 2 – Salsabil (1990), Shadayid (1993)
- St. Leger – 3 – Dunfermline (1977), Sun Princess (1983), Minster Son (1988)
- Queen Elizabeth II Stakes – 8 – Rose Bowl (1975, 1976), Trusted (1977), Homing (1978), Known Fact (1980), Teleprompter (1984), Lahib (1992), Bahri (1995)
- Yorkshire Oaks – 5 – Dibidale (1974), Sun Princess (1983), Circus Plume (1984), Roseate Tern (1989), Hellenic (1990)
- Cork and Orrery Stakes – 5 – Parsimony (1972), Swingtime (1975), Dafayna (1985), Danehill (1989), Atraf (1996)
- King George VI and Queen Elizabeth Stakes – 4 – Troy (1979), Ela-Mana-Mou (1980), Petoski (1985), Nashwan (1989)
- Sun Chariot Stakes – 4 – Duboff (1975), Dusty Dollar (1986), Ristna (1991), Talented (1993)
- Middle Park Stakes – 4 – Sharpen Up (1971), Known Fact (1979), Rodrigo de Triano (1991), Fard (1994)
- Prince of Wales's Stakes – 4 – Ela-Mana-Mou (1980), Morcon (1984), Muhtarram (1994,1995)
- International Stakes – 3 – Relkino (1977), Troy (1979), Shady Heights (1988)
- Racing Post Trophy – 3 – High Top (1971), Emmson (1987), Al Hareb (1988)
- Ascot Gold Cup – 3 – Little Wolf (1983), Longboat (1986), Sadeem (1989)
- Eclipse Stakes – 3 – Ela-Mana-Mou (1980), Nashwan (1989), Elmaamul (1990)
- King's Stand Stakes – 3 – Habibti (1984), Chilibang (1988), Dayjur (1990)
- Haydock Sprint Cup – 3 – Boldboy (1977), Habibti (1983), Dayjur (1990)
- Nunthorpe Stakes – 3 – Bay Express (1975), Habibti (1983), Dayjur (1990)
- Dewhurst Stakes – 3 – Prince of Dance (1988, dead heat), Dr Devious (1991), Alhaarth (1995)
- Falmouth Stakes – 2 – Cistus (1978), Rose Above (1979)
- Lockinge Stakes – 2 – Relkino (1977), Wassl (1984)
- July Cup – 2 – Habibti (1983), Hamas (1993)
- Fillies' Mile – 2 – Quick As Lightning (1979), Aqaarid (1994)
- St. James's Palace Stakes – 2 – Marju (1991), Bahri (1995)
- Champion Stakes – 1 – Rose Bowl (1975)
- Nassau Stakes – 1 – Cistus (1978)
- Sussex Stakes – 1 – Distant Relative (1990)
- Queen Anne Stakes – 1 – Lahib (1992)

 Irlande
- Irish Derby – 2 – Troy (1979), Salsabil (1990)
- Irish Oaks – 4 – Dibidale (1974), Shoot A Line (1980), Swiftfoot (1982), Helen Street (1985)
- Irish 2 000 Guineas – 1 – Don't Forget Me (1987)
- Irish 1 000 Guineas – 2 – Mehthaaf (1994), Matiya (1996)
- Irish St. Leger – 1 – Niniski (1979)
- Irish Champion Stakes – 2 – Elmaamul (1990), Muhtarram (1993)
- Tattersalls Gold Cup – 1 – Fair of the Furze (1986)
- Matron Stakes – 1 – Llyn Gwynant (1988)

 France
- Prix du Jockey Club – 1 – Policeman (1980)
- Prix de Diane – 1 – Rafha (1990)
- Poule d'Essai des Pouliches – 1 – Ta Rib (1996)
- Prix Marcel Boussac – 3 – Ashayer (1987), Salsabil (1989), Shadayid (1990)
- Prix de l'Opéra – 2 – Cistus (1978), Dione (1982)
- Prix de la Forêt – 2 – Roan Star (1975), Salse (1988)
- Prix de l'Abbaye de Longchamp – 2 – Habibti (1983), Dayjur (1990)
- Prix Royal-Oak – 1 – Niniski (1979)
- Prix Morny – 1 – Deep Roots (1982)
- Prix de la Salamandre – 1 – Deep Roots (1982)
- Prix Vermeille – 1 – Salsabil (1990)

 Allemagne
- Bayerisches Zuchtrennen – 2 – Highland Chieftain (1986), Shady Heights (1988)
- Preis von Europa – 1 – Prince Ippi (1972)
- Grosser Preis von Baden – 1 – Sharper (1976)
- Grosser Preis von Berlin – 1 – First Lord (1978)

 Italie
- Derby Italiano – 2 – Red Arrow (1976), Tommy Way (1986)
- Oaks d'Italia – 1 – Miss Gris (1985)
- Premio Presidente della Repubblica – 3 – Jalmood (1983), Alwuhush (1989), Muhtarram (1994)
- Gran Premio di Milano – 2 – Tommy Way (1986), Alwuhush (1989)
- Premio Roma – 2 – High Hawk (1983), Highland Chieftain (1989)
- Premio Vittorio di Capua – 2 – Alhijaz (1992, 1993)
- Gran Criterium – 1 – Sanam (1986)
- Premio Lydia Tesio – 1 – Oumaldaaya (1992)
- Premio Parioli – 1 – Alhijaz (1992)